# Ctenicera schneebergi
Ctenicera schneebergi là một loài bọ cánh cứng trong họ Elateridae. Loài này được Roubal miêu tả khoa học năm 1932.